# Llibre de Mosíah
El Llibre de Mosíah és un dels llibres que formen el Llibre del Mormó. El títol es refereix a Mosíah II, un rei nefita en Zarahemla El llibre cobreix el període entre l'any 130 a C i l'any 91 a C., exceptuant quan el llibre fa un parèntesis retrogat cap al registre del Zeniff, el qual comença l'any 200 a C